# Erika Kirpu
Erika Kirpu (Mosca, 22 giugno 1992) è una schermitrice estone, specializzata nella spada. È figlia del maestro Viktor Kirpu.

## Palmarès
- Giochi olimpici

Tokyo 2020: oro nella spada a squadre.
- Mondiali

Kazan 2014: argento nella spada a squadre e bronzo nella spada individuale.
Lipsia 2017: oro nella spada a squadre.
- Europei

Legnano 2012: bronzo nella spada a squadre.
Zagabria 2013: oro nella spada a squadre.
Montreux 2015: argento nella spada a squadre.
Torun 2016: oro nella spada a squadre.
Novi Sad 2018: bronzo nella gara a squadre.